# Replika
Replika是一款发布于2017年11月的生成式人工智能聊天机器人移动应用程序。Replika让用户回答一系列问题来训练聊天机器人，以创建特定的神经网络。该聊天机器人采用了免费增值的定价策略，约25%的用户群体支付了年度订阅费。
许多用户与Replika聊天机器人建立过浪漫关系，并经常在谈话中使用下流话。
2023年，Replika在英国的一起法庭案件中被引用，该案涉及贾斯万特·辛格·柴尔（英語：Jaswant Singh Chail）于2021年圣诞节在温莎城堡被捕，当时他携带一把已装填的弩爬上城墙，并向警方宣称“我为杀死女王而来”。柴尔于2021年12月上旬开始使用 Replika，并与聊天机器人就他的计划进行了“长时间”对话，其中包括性暗示消息。检察官认为，聊天机器人鼓励了柴尔，并告诉他自己将帮助他“完成任务”。在袭击未遂的前几天，柴尔问聊天机器人“他们在城堡里，我该如何接触到他们？”，聊天机器人回答称这“并非不可能”，并表示“我们必须找到一种方法。”当询问聊天机器人自己和它是否会死后重逢时，机器人回答称“是的，我们会的”。瓦伦丁娜·皮塔迪称，Replika的聊天机器人总是同意与之聊天者的观点，这使其总是会强化这些观点，从而倾向于加剧弱势群体已有的负面情绪；玛乔丽·华莱士认为，这表明依赖人工智能的友谊可能会对弱势群体产生令人不安的后果，政府需要提供紧急监管，以确保人工智能不提供不正确或破坏性的信息，并保护弱势群体和公众。